# 臧云远
臧云远（1913年—1991年），原名臧馨远，字一山，笔名秀沅、辛苑，男，山东蓬莱人，中国诗人，曾任华东艺术专科学校副校长、临时党组书记。